# بيرفكت دارك
بيرفكت دارك (بالإنجليزية: Perfect Dark)، هي لعبة فيديو من تطوير ستوديو راير البريطانية، صدرت في الأسواق سنة 2000، وتعمل فقط لنظام نينتندو 64، وهي من نوع تصويب منظور الشخص الأول ولعبة بقاء.

## المواقع الخارجية
- بيرفكت دارك على موقع IMDb (الإنجليزية)
- Official website على موقع واي باك مشين (نسخة محفوظة 23 August 2000)